# Central de Santa Helena
Central de Santa Helena é um distrito do município brasileiro de Divino das Laranjeiras, no interior do estado de Minas Gerais. Segundo o censo demográfico de 2022, realizado pelo Instituto Brasileiro de Geografia e Estatística (IBGE), sua população era de 666 habitantes e havia 256 domicílios particulares permanentes ocupados. Possui área de 68,09 km² conforme a Fundação João Pinheiro (FJP). Foi criado pela lei estadual nº 1.039 de 12 de dezembro de 1953.
De acordo com o IBGE, em 2010 a população era de 984 habitantes e havia 441 domicílios particulares.